# شورستان سفلی (صالح‌آباد)
شورستان سفلی (تربت جام)، روستایی از توابع بخش صالح‌آباد شهرستان تربت جام در استان خراسان رضوی ایران است.

## جمعیت
این روستا در دهستان صالح‌آباد قرار دارد و براساس سرشماری مرکز آمار ایران در سال ۱۳۸۵، جمعیت آن ۵۳۹ نفر (۱۱۶خانوار) بوده است.